# Isis dichotoma
Isis dichotoma är en korallart som beskrevs av Peter Simon Pallas 1766. Isis dichotoma ingår i släktet Isis och familjen Isididae. Inga underarter finns listade i Catalogue of Life.